# Processus ethmoïdal du sphénoïde
 (décembre 2023).
Le processus ethmoïdal du sphénoïde est une excroissance osseuse qui prolonge à l'avant le                               jugum sphénoïdal de la face supérieure du corps de l'os sphénoïde et surplombant sa face antérieure. Il s'articule avec la lame criblée de l'ethmoïde.

## Galerie

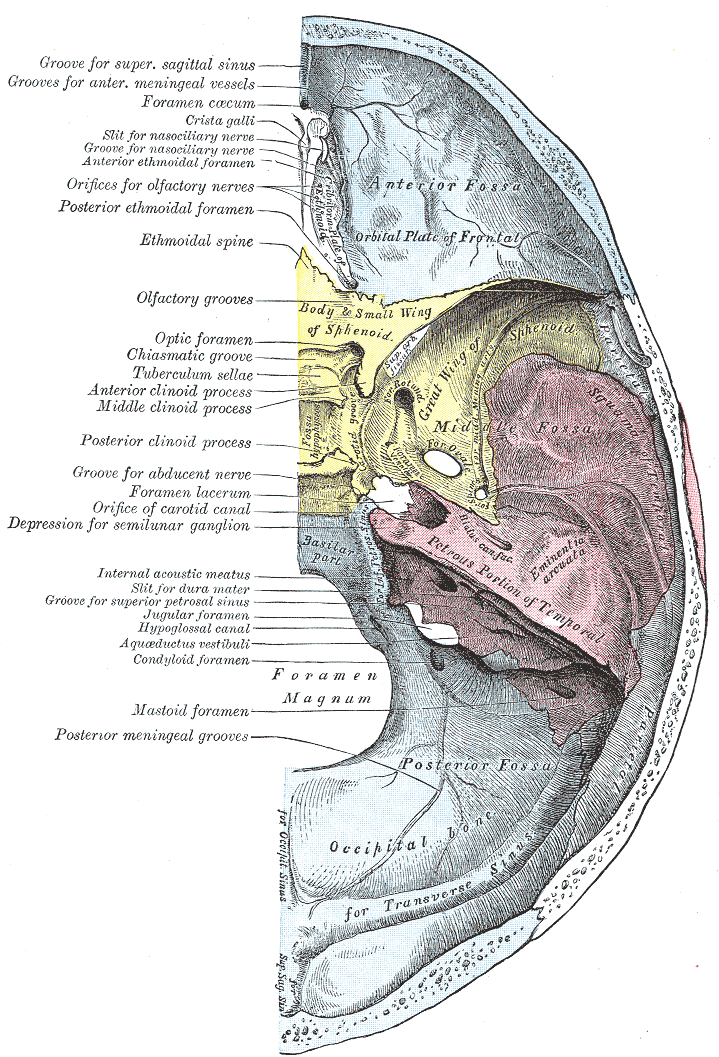
Base du crâne. Surface supérieure.